# Resolutie 1498 Veiligheidsraad Verenigde Naties
Resolutie 1498 van de Veiligheidsraad van de Verenigde Naties werd unaniem door de
VN-Veiligheidsraad aangenomen op 4 augustus 2003.

## Achtergrond
In 2002 brak in Côte d'Ivoire een burgeroorlog uit tussen de regering in het
christelijke zuiden en rebellen in het islamitische noorden van het land.
In 2003 leidden onderhandelingen tot de vorming van een regering van nationale eenheid en waren er
Franse- en VN-troepen aanwezig.

## Inhoud
De Veiligheidsraad:
- Bevestigt resolutie 1464 en 1479.
- Overwoog het rapport van de secretaris-generaal.
- Bevestigt de soevereiniteit, onafhankelijkheid, territoriale integriteit en eenheid van Ivoorkust.
- Bevestigt ook het belang van goed nabuurschap, niet-inmenging en regionale samenwerking.
- Bevestigt het belang van een staatsbestuur in heel het grondgebied van Ivoorkust.
- Bevestigt de nood aan een ontwapenings-, demobilisatie- en herintegratieprogramma.
- Verwelkomt de VN-Missie in Ivoorkust.
- Bevestigt haar steun aan het verzoeningsproces.

1. Beslist de autorisatie aan de lidstaten om deel te nemen aan de ECOWAS-macht met Franse ondersteuning met 6 maanden te verlengen.
2. Vraagt ECOWAS en Frankrijk regelmatig te rapporteren.
3. Besluit actief op de hoogte te blijven.

## Verwante resoluties
- Resolutie 1464 Veiligheidsraad Verenigde Naties
- Resolutie 1479 Veiligheidsraad Verenigde Naties
- Resolutie 1514 Veiligheidsraad Verenigde Naties
- Resolutie 1527 Veiligheidsraad Verenigde Naties (2004)

Lijst ·  1455 ·  1456 ·  1457 ·  1458 ·  1459 ·  1460 ·  1461 ·  1462 ·  1463 ·  1464 ·  1465 ·  1466 ·  1467 ·  1468 ·  1469 ·  1470 ·  1471 ·  1472 ·  1473 ·  1474 ·  1475 ·  1476 ·  1477 ·  1478 ·  1479 ·  1480 ·  1481 ·  1482 ·  1483 ·  1484 ·  1485 ·  1486 ·  1487 ·  1488 ·  1489 ·  1490 ·  1491 ·  1492 ·  1493 ·  1494 ·  1495 ·  1496 ·  1497 ·  1498 ·  1499 ·  1500 ·  1501 ·  1502 ·  1503 ·  1504 ·  1505 ·  1506 ·  1507 ·  1508 ·  1509 ·  1510 ·  1511 ·  1512 ·  1513 ·  1514 ·  1515 ·  1516 ·  1517 ·  1518 ·  1519 ·  1520 ·  1521